# La signora in rosso (film 1935)
La signora in rosso  (The Woman in Red) è un film del 1935 diretto da Robert Florey, con Barbara Stanwyck e Gene Raymond.

## Trama
Shelby Barrett, che addestra cavalli per la ricca vedova Nicholas, incontra Johnny Wyatt. Nonostante l'opposizione di Mrs.Nicholas e di Gene Fairchild, che è innamorato di lei, Shelby sposa Johnny.

Shelby viene trattata male dai parenti acquisiti, una famiglia un tempo ricca. La situazione peggiora ancora di più quando Lei e Johnny iniziano ad addestrare i cavalli con i soldi che Fairchild le ha prestato all'insaputa del marito.

Un giorno, in assenza di John, Fairchild chiede a Shelby di salire a bordo del suo yacht per conoscere un ricco cliente. Shelby cerca di mettersi in contatto con Johnny ma non ci riesce; tuttavia accetta l'invito. Il cliente di Fairchild si presenta completamente ubriaco e accompagnato da una ragazza, la quale in seguito precipita in mare e annega.

Fairchild viene accusato di omicidio, e decidere di non nominare Shelby per non metterla nei guai. All'ultimo momento, tuttavia, Shelby si presenta alla corte come la "signora in rosso" e la sua testimonianza salva Fairchild. Lo scandalo però minaccia il matrimonio tra Shelby e Johnny.

## Produzione
Il film fu prodotto dalla First National Pictures (controlled by Warner Bros. Pictures Inc.)

## Distribuzione
Venne distribuito dalla Warner Bros., uscendo nelle sale cinematografiche USA il 16 febbraio 1935.